# Cultura de la daga de bronce

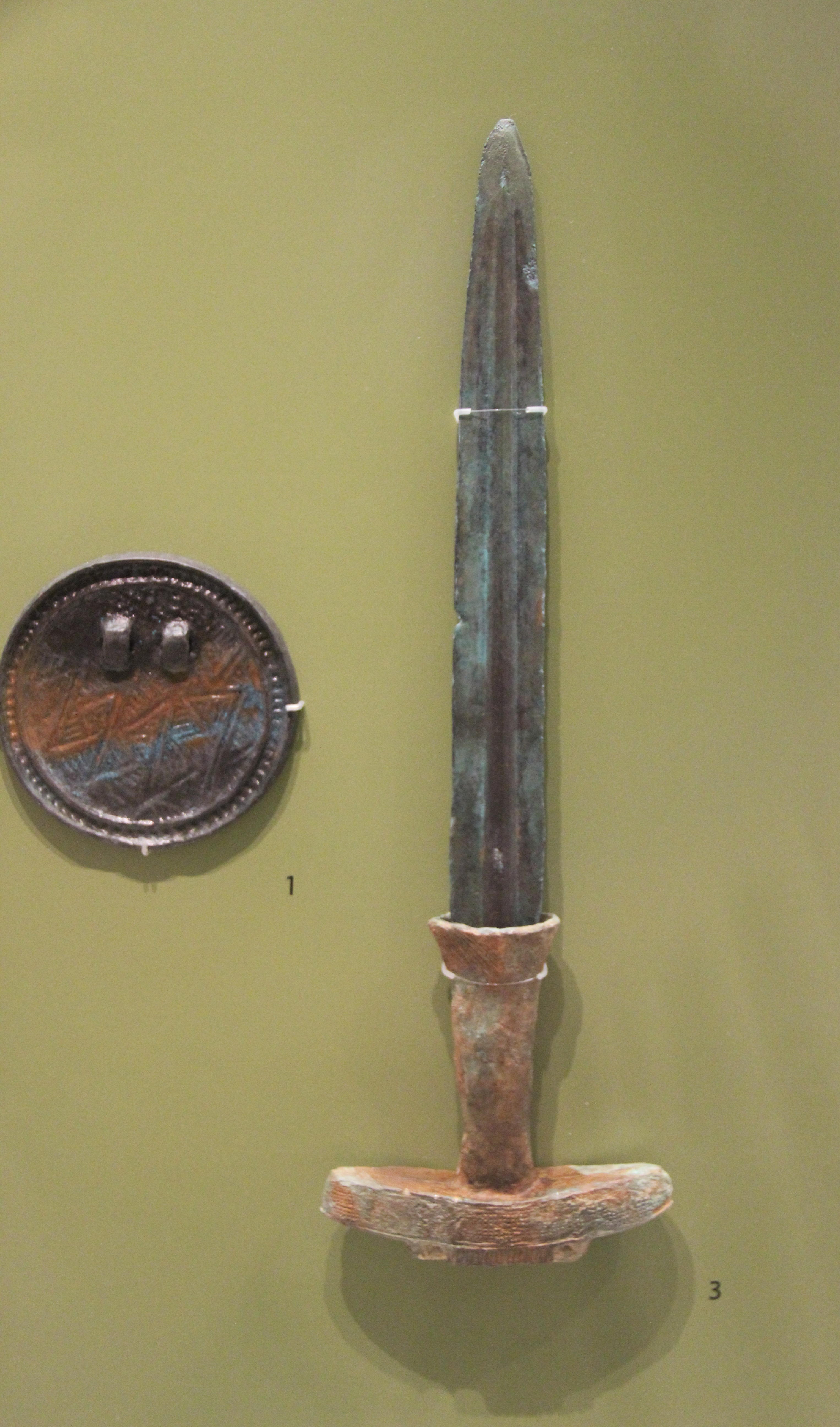
Daga de estilo coreano en bronzce y espejo. Objetos rituales de bronce, siglos V y IV a. C..Museo Nacional de Corea.

La cultura de la daga de bronce es un complejo arqueológico de finales de la Edad de Bronce en China y en Corea en el espacio que cubre la actual Manchuria y Corea, desde aproximadamente el año 800 a. C. hasta el año 200 d. C.  Los artefactos de la cultura se encuentran principalmente en el área de Liaoning, en el noreste de China y en la península de Corea. Muchos objetos de bronce como joyas, instrumentos musicales, espejos o armas caracterizan esta cultura, pero espadas, espadas cortas, dagas —de unos 30 cm de largo, sin mango pero con una parte, especial para la base, que permite fijar un asa— son las más características. El estado actual de los descubrimientos arqueológicos permite distinguir las dos regiones debido a sus modelos específicos. Los bronces de Liaoning contienen un mayor porcentaje de zinc que los de las culturas de bronce vecinas.

## Descripción general
Lee Chung-kyu (1996), considera que la cultura está dividida en cinco fases de producción: las Fases I y II tipificadas por dagas en 
«tamaño avispa» o «laúd», las Fases IV y V por dagas largas y finas, y la Fase III por la transición entre las dos. De estos, los restos de las Fases I, II y III se pueden encontrar en algunas cantidades tanto en la península de Corea como en el noreste de China, pero los restos de las Fases IV y V se encuentran casi exclusivamente en Corea.
Según Yi Yundae (2009), dos fases se desarrollaron en Corea entre el siglo IV y el siglo II, en la provincia de Chungcheong y el en suroeste de la provincia de Jeolla. Entonces, entre el II siglo a. C.  y el siglo II d. C., el declive de esta cultura va en paralelo con el desarrollo de la tecnología del hierro y el surgimiento de una nueva sociedad donde se realizan las primeras Confederaciones, correspondientes al periodo Samhan. Este último estado de las investigaciones permiten distinguir entre la cultura de Liaoning y la cultura coreana. De hecho, pocos objetos de Liaoning, «tamaño avispa», fueron descubiertos en la península; únicamente dan testimonio de los intercambios regionales. Las espadas largas y finas son, sin embargo, específicas de la península.

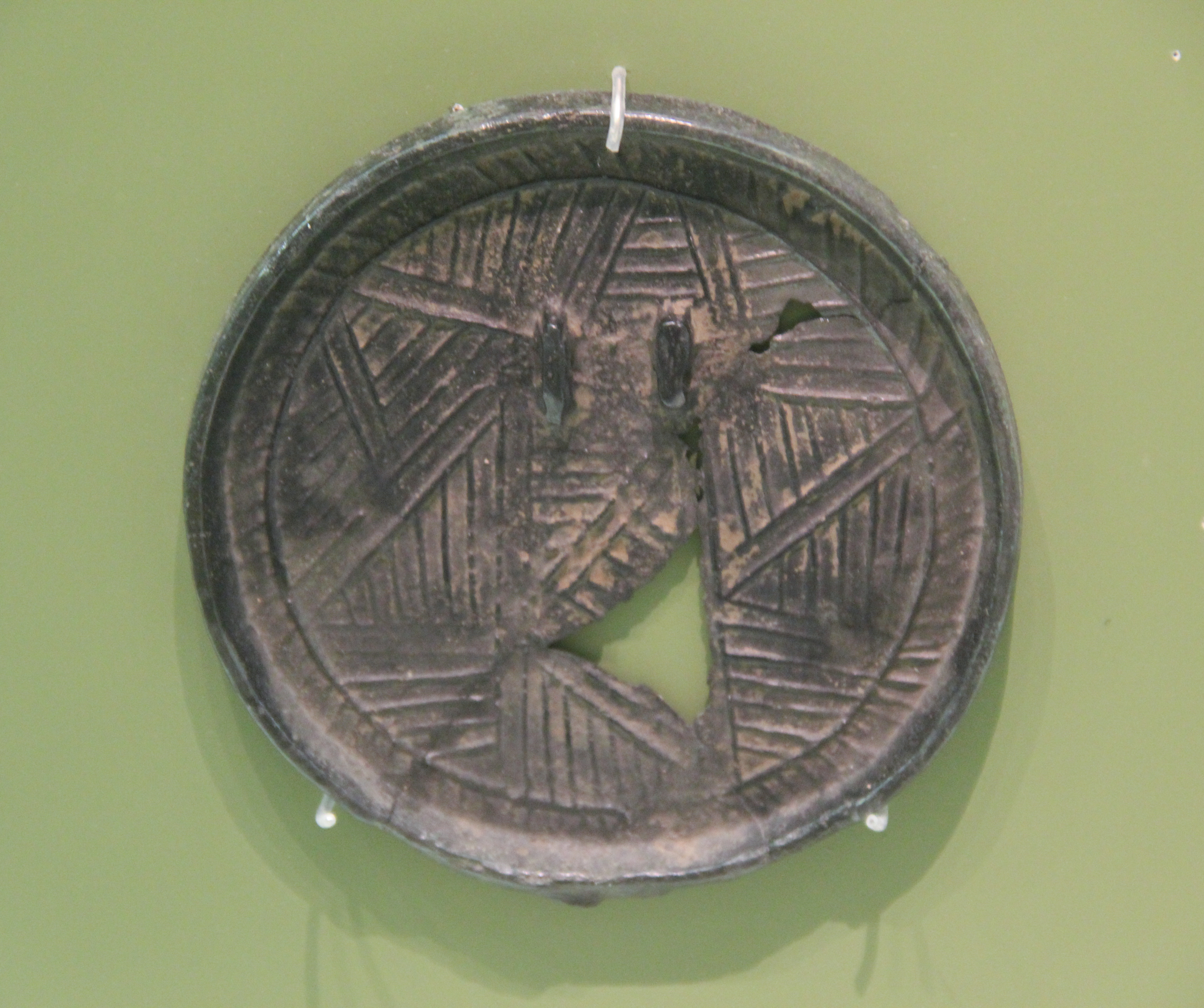
Espejo de bronce, diámetro 11.2 cm. Alrededores de Pionyang. Período de Gojoseon, comienzo de la Edad del Hierro. Museo Nacional de Corea.

El bronce de Liaoning es más rico en zinc que el de las áreas circundantes y en ese momento los intercambios se realizaron en un espacio que se extendía sobre la península de Corea y Manchuria. Pero el reino de Gojoseon tenía el dominio sobre los canales de comercio entre China y el resto de la península. El período de actividad más intenso de esta cultura corresponde a una producción masiva de objetos de bronce en el sur de Corea y a toda una red comercial activa desde Liaodong. Antes del establecimiento de la comandancia de Lelang, —moderna Pionyang—, las relaciones con la corte Han están documentadas en el sur de la península. Por otro lado, en cuanto a la cultura del hierro, se distinguen dos fases. Del siglo IV al siglo II a. C., la cultura de hierro del pueblo Yan se transmitió a la península; esta etapa corresponde a la de los Reinos combatientes. Los objetos de hierro se obtienen mediante moldes tales como hoces, azadas, etc. Luego, a finales del siglo II y principios del siglo I, la mayor parte era hierro forjado, con la producción y el comercio de muchas armas.

## Dagas del «tamaño avispa»

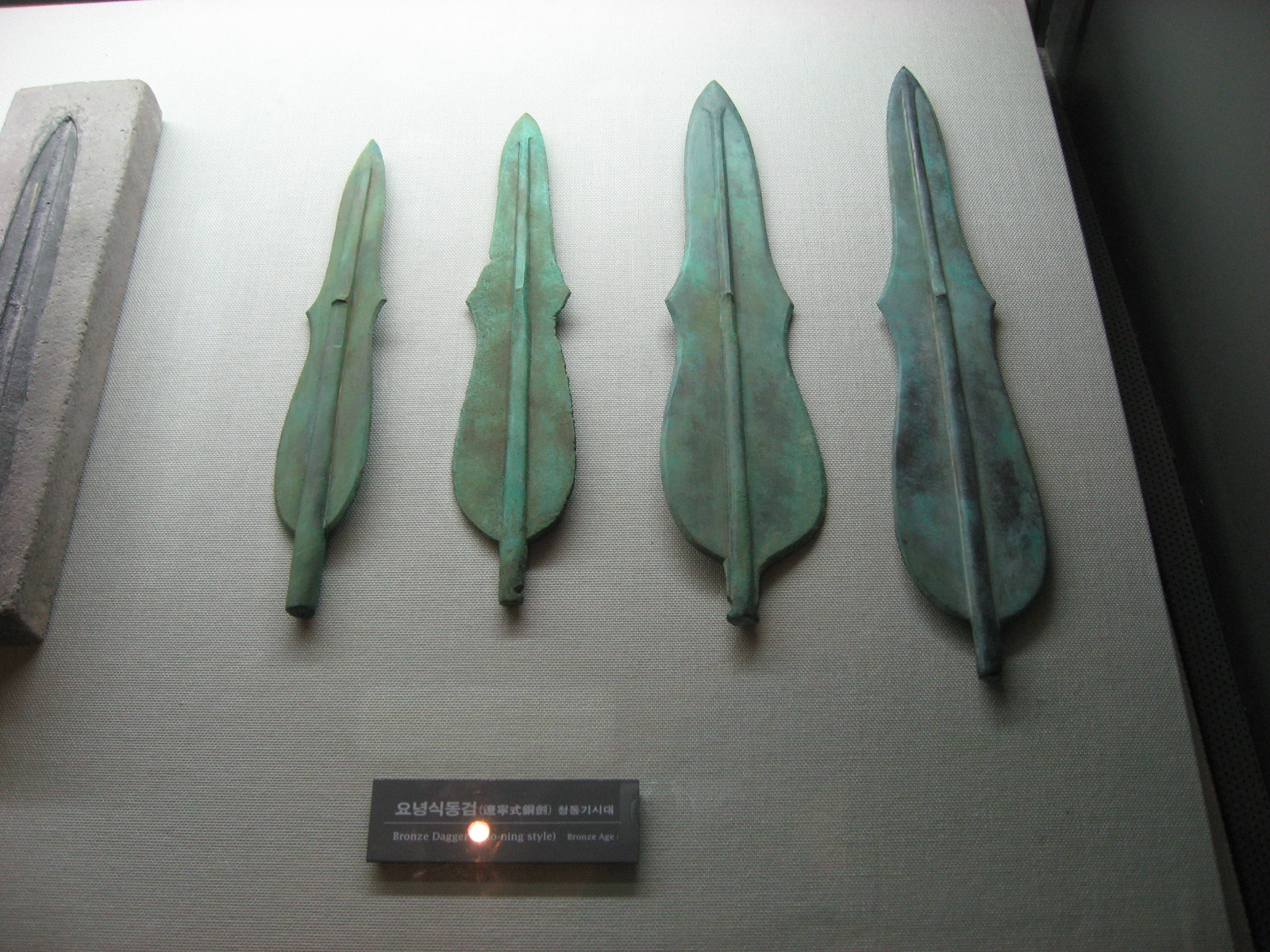
Dagas de bronce de «tamaño avispa» a «laúd», del tipo Liaoning. Edad de Bronce, War Memorial of Korea, Seúl

La primera fase marca el comienzo de la fabricación de objetos de bronce, pero sin que se produzcan dagas. Estas armas aparecen en los siglos VI y VII a. C. Los primeros objetos correspondientes a este periodo no han sido encontrados hasta que desde Liaoning se extendieron gradualmente a Corea. En la segunda fase, sin embargo, una forma distintiva de dagas aparece en Corea del Sur, lo que sugiere que la producción de bronce empezó en esta región a nivel local. En la fase inicial de esta cultura en la península de Corea, hay espadas, dagas, espejos con una decoración sencilla y objetos que parecen ser escudos, todos ellos muestran una fuerte influencia de la cultura de bronce de Liaoning.
La daga de «tamaño avispa» caracteriza la producción de armas típicas coreanas; parece relacionado con la china de Liaoning. Era, al principio, obtenida por molde y, al final de la Edad del Bronce, directamente en el momento de la fundición. De esta manera es como se convirtió en un objeto ritual: la guarda y el pomo son entonces desproporcionados para conseguir recibir una decoración, en general de, animal, donde dominaba el cisne y el caballo. Es probable que la tecnología de bronce llegara a Corea desde el noreste de China, donde se había utilizado durante mucho tiempo (alrededor de 2000 a. C.). Pero Corea hizo una producción propia e independiente que no se ha asociado con la formación en otras partes del mundo.
La evidencia obtenida de la cerámica de esa época, indica que en ese momento la cultura de la daga de bronce incluía varios grupos culturales diferentes. Se identificaron cuatro estilos diferentes de cerámica, centrados respectivamente en el Valle del río Taedong, en las regiones de Chungcheong, del Sur y Norte y en el Valle de Geum, en el noreste de China y finalmente en el sur de China. En la península de Corea, incluida la isla-provincia de Jeju.

## Dagas largas y finas
Esta última fase de la cultura de la daga de bronce tanto en Corea como en Liaoning a menudo se conoce como la «cultura de la daga de bronce de Corea», ya que se limita principalmente a la península de Corea. En ese momento, los artefactos de la cultura Liaoning comienzan a desaparecer del área noreste de China. Una nueva forma de daga comienza a aparecer en la península de Corea, larga y fina.
La mayor concentración de estas dagas de bronce se encuentra en el valle del río Geum de la provincia de Chungcheong del Sur. Esto parece indicar que la mayoría de las dagas se produjeron en este lugar, y las otras regiones de la península las adquirieron principalmente a través de intercambios comerciales. El comercio también se llevó a cabo por mar, ya que objetos de esta última fase han sido encontrados también en sitios arqueológicos japoneses.
Lee divide esta fase en dos secciones distintas: una que data del siglo III a. C. en la que predominaba la producción de finas y largas dagas de bronce, y una que data del siglo II a. C. en la que las dagas a menudo van acompañadas de espejos de bronce con decoraciones geométricas y alabardas y puntas de lanza, influenciadas por el estado chino de Qin. En la primera parte, hubo una única producción de alfarería tipificado por apliques de arcilla que se encuentra en toda la península de Corea, pero en la segunda aparecen tipos de cerámica distintivos en el noroeste y en el resto de la península. Se trata básicamente de una expansión de este período de cultura que también se caracteriza por la proliferación de objetos dedicados a los rituales como tipos de cascabeles y espejos de bronce con una decoración lineal de estrella.

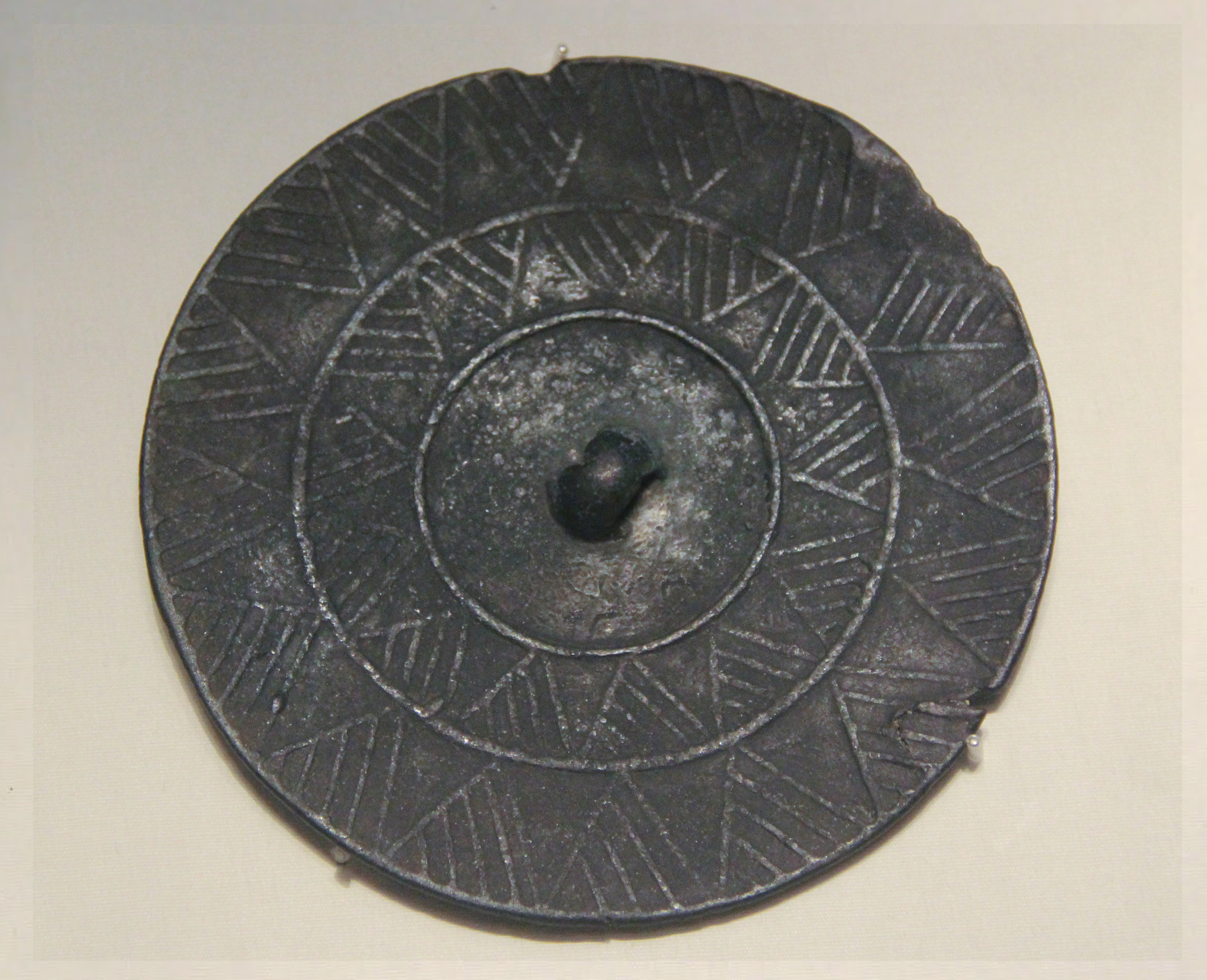
A modo de comparación: espejo de bronce tipo cultura de Qijia (?) 2200-1600 a. C.
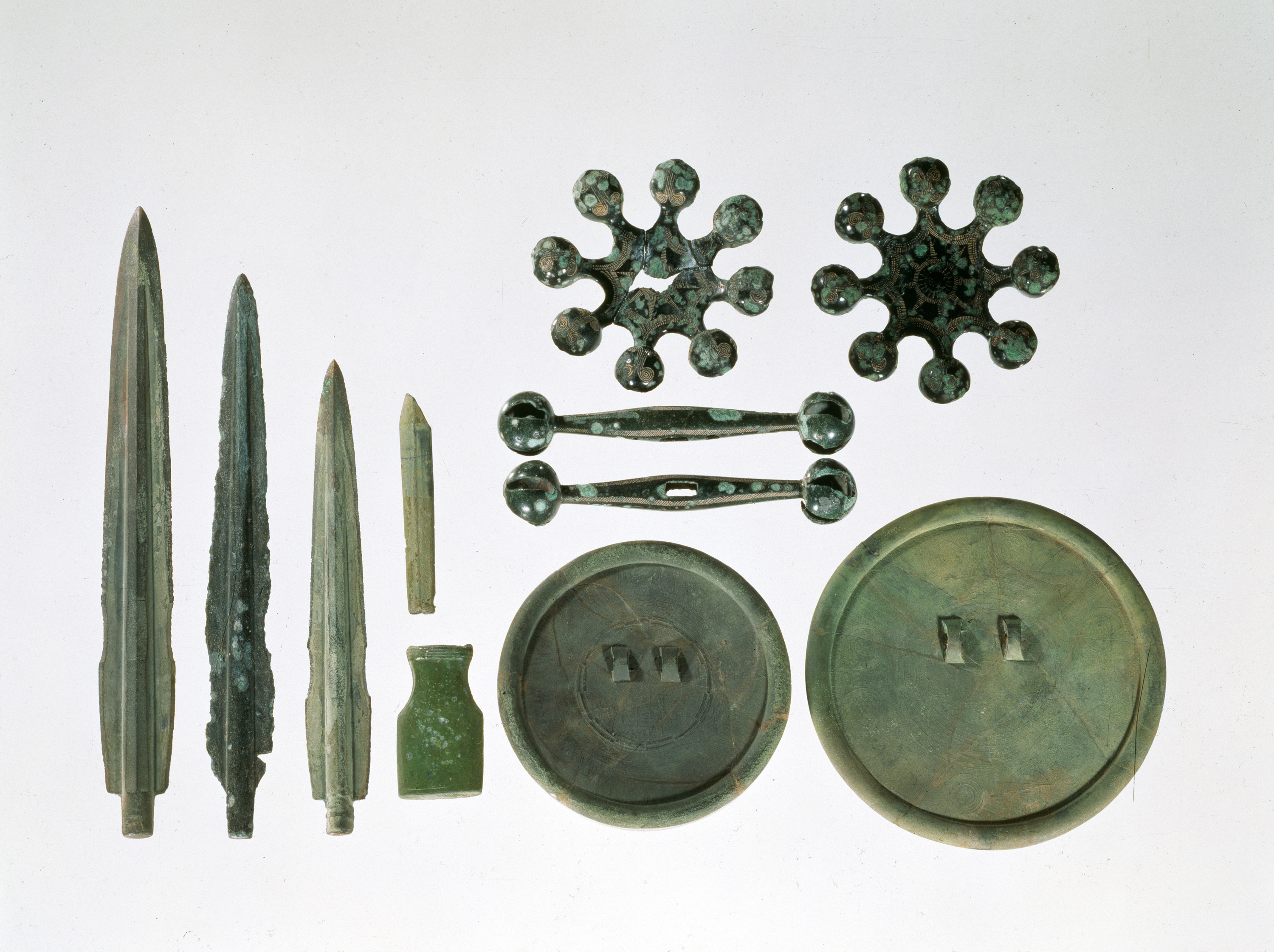
Bronces de la II fase de expansión. Dagas, cincel y hacha, «maracas» (cara y perfil) y espejos. Sitio de Daegok. Museo Nacional de Corea.
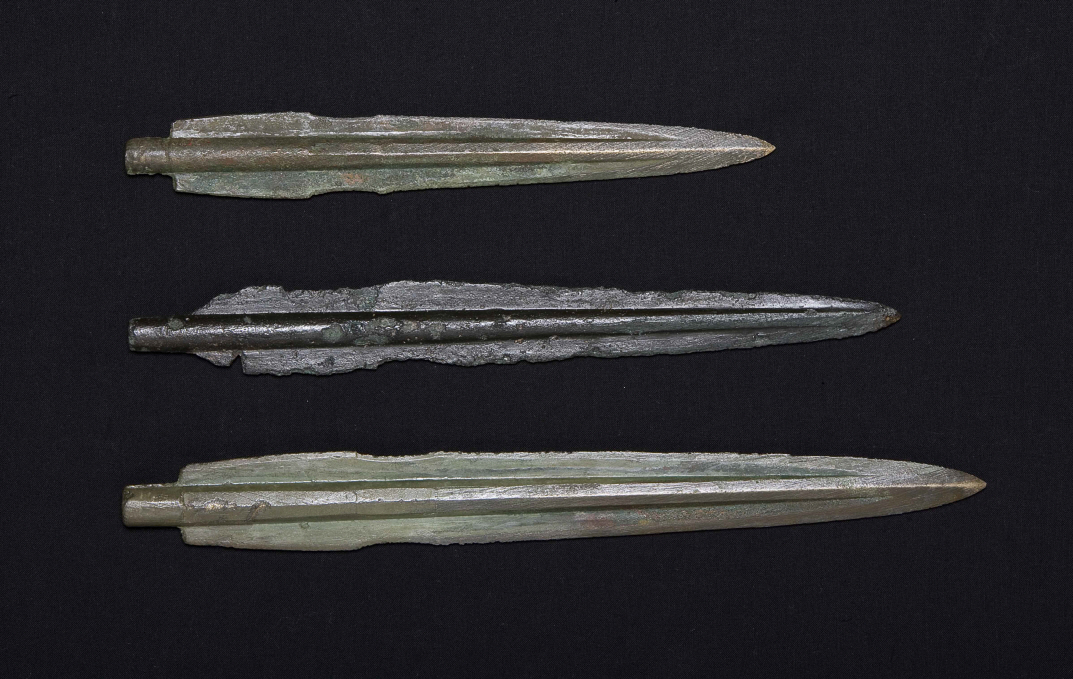
Dagues. Bronces de la II fase de expansión. Sitio de Daegok
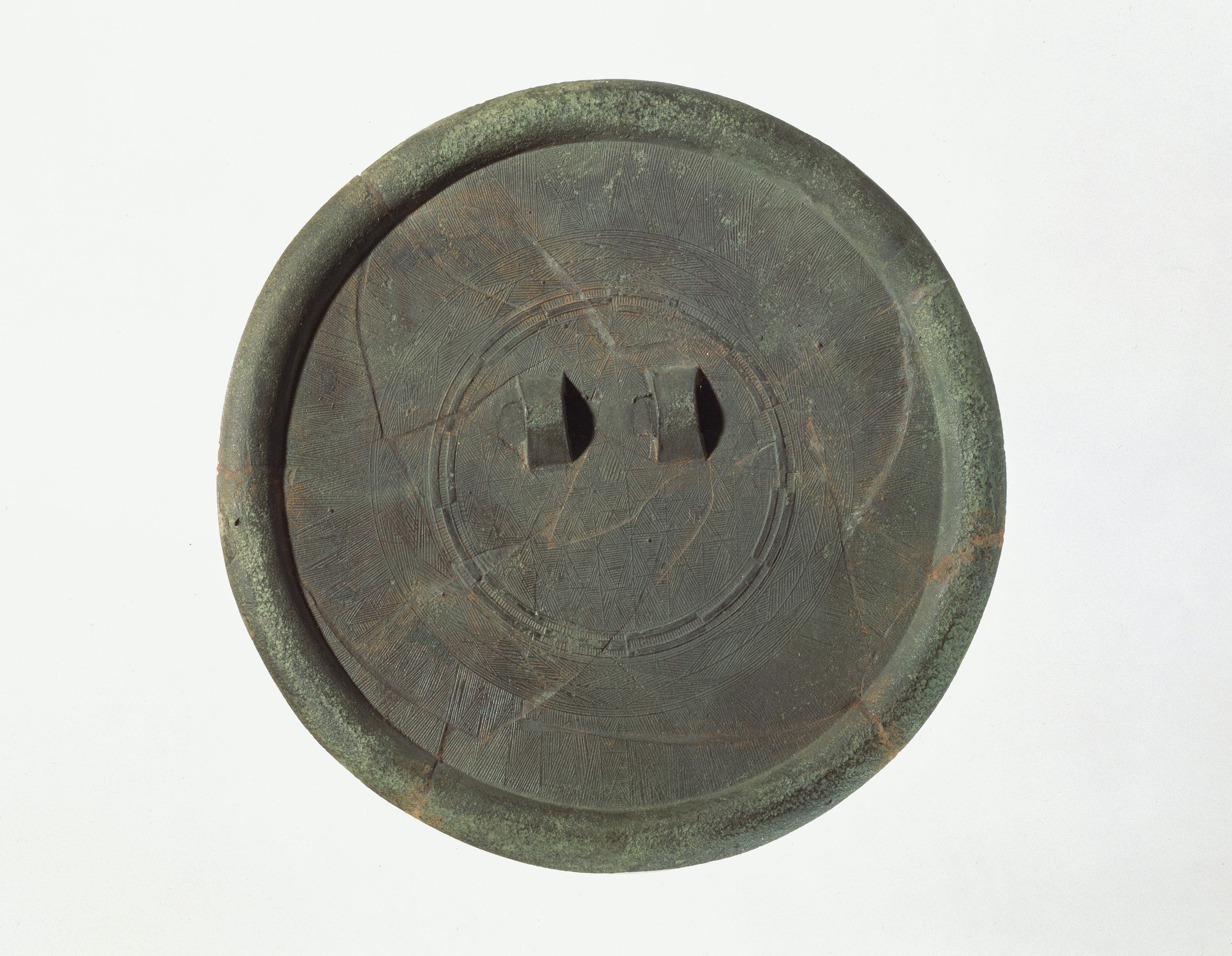
Espejo de bronce con una decoración lineal en relieve muy fino, que incluye motivos de «estrella radiante» y friso de tiras «positivas-negativas». Sitio de Daegok.